# Ceropegia laikipiensis
Ceropegia laikipiensis ist eine Pflanzenart aus der Unterfamilie der Seidenpflanzengewächse (Asclepiadoideae). Sie ist endemisch in Kenia.

## Merkmale

### Vegetative Merkmale
Ceropegia laikipiensis ist eine wenig verzweigte, stamm- und blattsukkulente, meist aber blattlose, windende Pflanze, die bis 1 m hoch wird. Die Wurzeln sind nicht bekannt, vermutlich jedoch spindelförmig. Auch der Milchsaft ist nicht bekannt. Die kahlen Triebe haben einen Durchmesser von 2,5 mm, sind graugrün gefärbt und mit sehr feinen Längslinien versehen. Die sehr kleinen sukkulenten Blätter sind sessil, sukkulent und hinfällig. Man findet sie nur an der Triebspitze. Die ganzrandigen, auf Ober- und Unterseite kahlen Blattspreiten sind linealisch bis pfriemlich, 2 mm lang und an der Basis 0,5 bis 1 mm breit; der Spreiten-Apex ist zugespitzt.

### Blütenstand und Blüten
Der sessile bis kurz gestielte Blütenstand ist ein doldenförmiges Pleiochasium (Trugdolde) mit ein bis drei Blüten. Die Blüten entwickeln und öffnen sich nacheinander, so dass jeweils nur eine Blüte zu einer bestimmten Zeit geöffnet ist. Der kahle, beständige Blütenstandsschaft wird bis 4 mm lang bei einem Durchmesser von 1 mm; er verdickt sich nach dem Fruchtansatz auf 1,5 bis 2 mm. Die ebenfalls kahlen Tragblätter (Brakteen) sind pfriemlich, 1 mm lang und messen an der Basis 0,4 mm in der Breite. Die Kelchblätter sind linealisch-pfriemlich, 3 bis 4 mm lang und an der Basis 0,5 bis 0,7 mm breit. 
Die zwittrigen, zygomorphen Blüten sind fünfzählig mit doppelter Blütenhülle. Die Blütenkrone ist insgesamt 28 bis 38 mm lang. Die Kronblätter sind im unteren Teil zu einer Kronröhre verwachsen; diese nimmt etwa 14 bis 22 mm der Gesamtlänge der Blüte ein. Die Kronröhre ist im unteren Drittel oder Viertel („Kessel“) eiförmig aufgebläht (5 bis 7 mm hoch, 4 bis 5 mm im Durchmesser). Die Kronröhre nimmt oberhalb des Kessels rasch auf einen Durchmesser von etwa 2 mm ab. Dieser obere Teil der Kronröhre bildet eine etwa in der Mitte stumpfwinklig gebogene, trichterförmige Struktur, die zunächst auf etwa 5 mm Durchmesser zunimmt, um dann an der Basis der Kronblattzipfel rasch wieder auf 4 mm Durchmesser abzunehmen. Die Kronröhre hat außen eine helle Grundfarbe und kann, besonders auf dem Kronröhrenkessel und dem oberen Ende purpurbraun gefleckt sein. Der Kronröhrenkessel zeigt zudem eine schwache Längsnervatur. Die Kronröhre insgesamt ist außen kahl. Im Inneren besitzt die Kronröhre ebenfalls eine helle Grundfarbe und ist purpurbraun gefleckt. Der Kronröhrenkessel ist innen kahl, im Bereich der Verengung oberhalb des Kessels ist innen zusätzlich noch ein leicht verdickter Annulus ausgebildet. Dieser ist dicht mit nach unten und nach innen zeigenden weißlichen Haaren besetzt. Die Behaarung setzt sich noch bis zur Biegung der Kronröhre fort und verschwindet dann. Die trichterförmige Öffnung der Kronröhre weist purpurfarbene Flecke auf und ist sehr spärlich behaart. Die hell gefärbten Kronblattzipfel sind an der Basis zunächst länglich-dreieckig und werden dann rasch linealisch. Sie sind 14 bis 17 mm lang, an der Basis etwa 2 mm breit und im weiteren Verlauf etwa 0,7 mm breit. Die Spitzen sind miteinander verbunden und bilden eine rundliche, käfigartige Struktur, die etwa den doppelten oder dreifachen Durchmesser der Kronröhre an ihrer breitesten Stelle hat. Die Basen der Kronblattzipfel sind innen dicht mit relativ langen, 2,5 bis 3 mm langen und mit ca. 0,1 mm dicken, nach innen zeigenden, vibratilen Haaren besetzt. Ansonsten sind die Kronblattzipfel kahl. Die gelblich-cremefarbene Nebenkrone ist deutlich gestielt, der Stiel ist 3,5 mm hoch und misst 2,5 mm im Durchmesser. Die Basis ist becherförmig. Die interstaminalen (oder äußeren) Nebenkronblattzipfel sind dreieckig, am oberen Ende tief eingeschnitten mit parallel angeordneten Zähnen. Die Basis ist beutelförmig, 1 mm tief und 0,7 mm weit. Die Ränder sind kahl, ausgenommen auf der Innenseite unterhalb der Basen der Zähne, wo sie einige spärliche nach innen gerichtete Haare aufweisen. Die zylinderförmigen staminalen (oder inneren) Nebenkronblattzipfel stehen aufrecht und liegen den interstaminalen Nebenkronblattzipfeln an, sind aber nicht mit diesen verwachsen. Sie sind 2,6 mm lang und messen 0,15 mm im Durchmesser. Sie sind so lang wie die interstaminalen Nebenkronblattzipfel oder sie überragen diese sogar geringfügig. Die Enden sind stumpf und sehr fein papillös. Die Pollinia sind eiförmig 380 μm lang und 280 μm breit.

### Früchte und Samen
Aus einer Blüte entstehen meist zwei, im spitzen Winkel zueinander stehende länglich-spindelförmige Balgfrüchte. Sie werden 70 bis 100 mm lang und erreichen in der Mitte eine Dicke von etwa 4 mm. Die bräunlichen Samen messen 4 × 2 mm und besitzen einen 0,5 mm breiten, helleren und korkigen Rand („Flügel“). Der seidenweiße Haarschopf ist rd. 20 mm lang.

### Ähnliche Arten
Ceropegia laikipiensis ist nahe mit Ceropegia arabica H. Huber var. powysii (D. V. Field) Meve & Mangelsdorff verwandt. Besonders folgende Merkmale gleichen sich: grüne sukkulente Triebe mit sehr feiner Längsstreifung, sessile oder annähernd sessile linealisch-pfriemliche, schuppenähnliche Blätter, die gewöhnlich rasch abfallen und die meist sessilen oder sehr kurz gestielten Blütenstände. Sie unterscheidet sich jedoch durch die linealischen Kronblattzipfel, die eine runde, käfigartige Struktur bilden und durch die abrupte Biegung etwa in der Mitte der Kronröhre. Diese abrupte Biegung etwa in der Mitte der Kronröhre ähnelt wiederum Ceropegia botrys K.Schum. Weitere Unterschiede zu C. arabica sind: der dichte Ring von kräftigen Haaren in der Öffnung der Kronröhre und die viel tiefer eingeschnittenen interstaminalen Nebenkronblattzipfel, die aber ebenfalls fein ziliat sind. Dagegen ähnelt die Verteilung der Haare im Innern der Kronröhre der wenig bekannten Ceropegia subaphylla K.Schum.

## Geographische Verbreitung und Ökologie
Die Art ist bisher nur von zwei Lokalitäten in Kenia bekannt geworden, von Longopito (0° 42' N, 37° 10' E) vom Laikipia-Plateau, Kenia (Typuslokalität) und von der Barsalinga Drift am Südufer des Uaso Nyiro-Flusses (Kenia).
Sie wächst in halbtrockenen, offenen Waldflächen und Buschland in 1700 m Höhe.

## Systematik und Taxonomie
Ceropegia laikipiensis wurde 2004 von Patrick Siro Masinde erstmals beschrieben. Sehr wahrscheinlich war die Art jedoch bereits 10 Jahre früher durch Philipp Archer gefunden worden, der 1994 ein s/w-Foto an den Herausgeber der Zeitschrift Asklepios geschickt hatte, der es auf S. 8 im 62. Band dieser Zeitschrift als unbekannte Ceropegia-Art veröffentlichte.

## Belege